# Chapelle de Saint-Quentin du Rousset
La chapelle de Saint-Quentin du Rousset est une chapelle située sur le territoire de la commune du Rousset-Marizy dans l'ancienne commune du Rousset dans le département français de Saône-et-Loire et la région Bourgogne-Franche-Comté.

## Historique
Elle fait l'objet d'une inscription au titre des monuments historiques depuis le 8 avril 1971.

## Description
La nef et le chevet semi-circulaire de cet édifice sont couverts de laves.